# 구암동사지 미륵불좌상
구암동사지 미륵불좌상은 대한민국 대구광역시 북구 구암동에 있다.

## 개요
구암동 관여산 석벽 아래 위치하는데 미륵불이 단아하게 앉아 있는 좌불상 모습이다. 통일신라시대 운암사(雲岩寺)라는 절이 있던 자리로, 법당은 일제강점기 화재로 소실되고 불상만이 남아있다.
1. ↑  “강북인터넷뉴스”. 2023년 1월 23일에 확인함.[깨진 링크(과거 내용 찾기)]